# Bulldog Turner
Clyde Douglas Turner (Plains, Texas, 10 de marzo de 1919 – Gatesville, Texas, 30 de octubre de 1998), más conocido como Bulldog Turner, fue un jugador profesional estadounidense de fútbol americano que se desempeñó en la posición de center y linebacker en la National Football League (NFL). Es miembro del Salón de la Fama del Fútbol Americano Profesional.

## Carrera
Turner jugó como profesional trece temporadas en Chicago Bears (1940-1952), equipo en el que se retiró.

## Reconocimiento
El 17 de septiembre de 1966, fue seleccionado para ser miembro del Salón de la Fama del Fútbol Americano Profesional.